# Pseudopoda gogona
Pseudopoda gogona là một loài nhện trong họ Sparassidae.
Loài này thuộc chi Pseudopoda. Pseudopoda gogona được Peter Jäger miêu tả năm 2001.